# سحلية جميلة (جنس)
السحالي الجميلة (الاسم العلمي Calotes)، تسمى في بعض المصادر عَضْرَفُوط، جنس سحالي من فصيلة الحرذونيات. أنواعه 28 أعطانها البلاد الحارة الأسيوية. تألف الأدغال والغابات والحراج. قوتها الحشرات.

## معرض صور

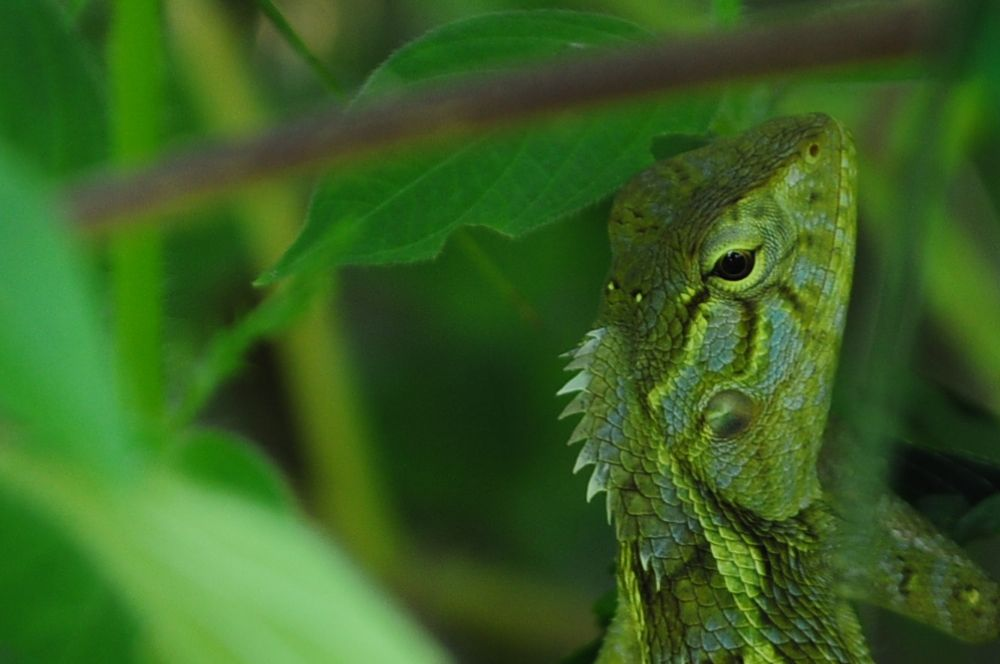
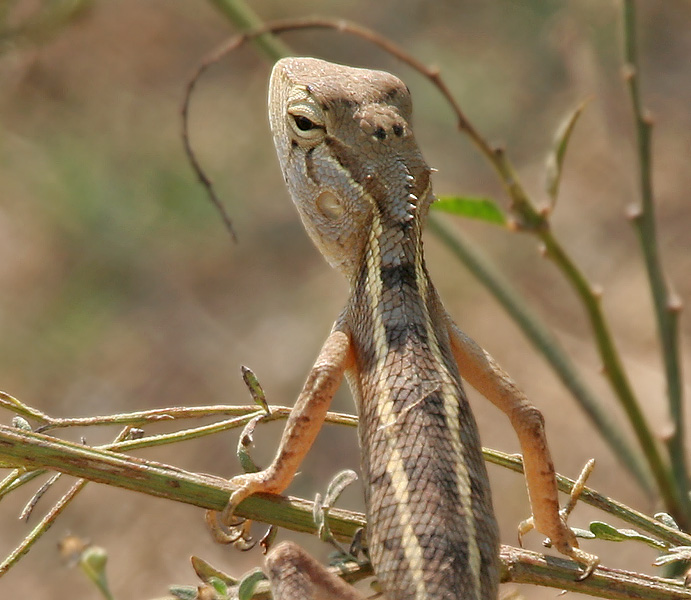
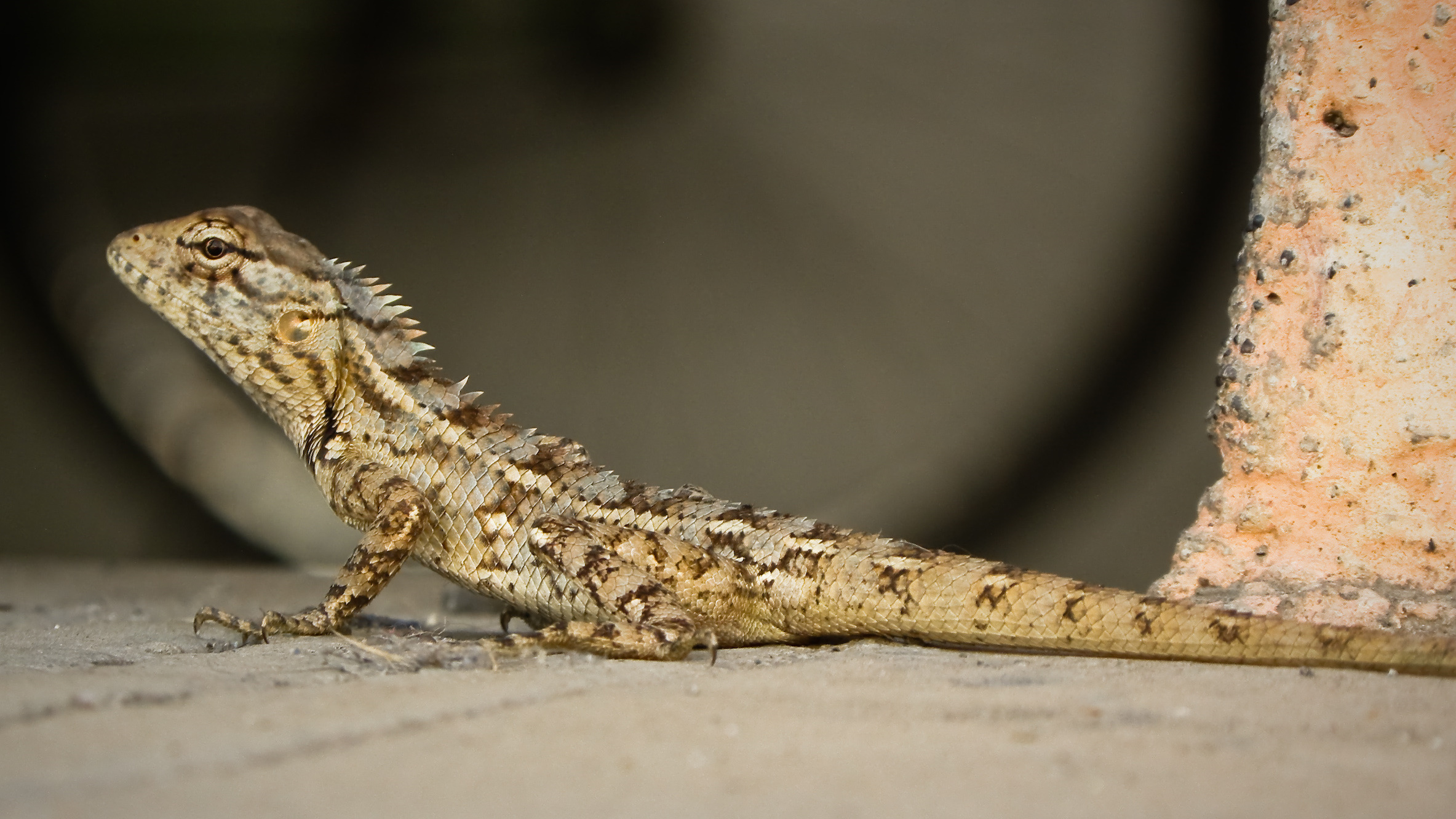
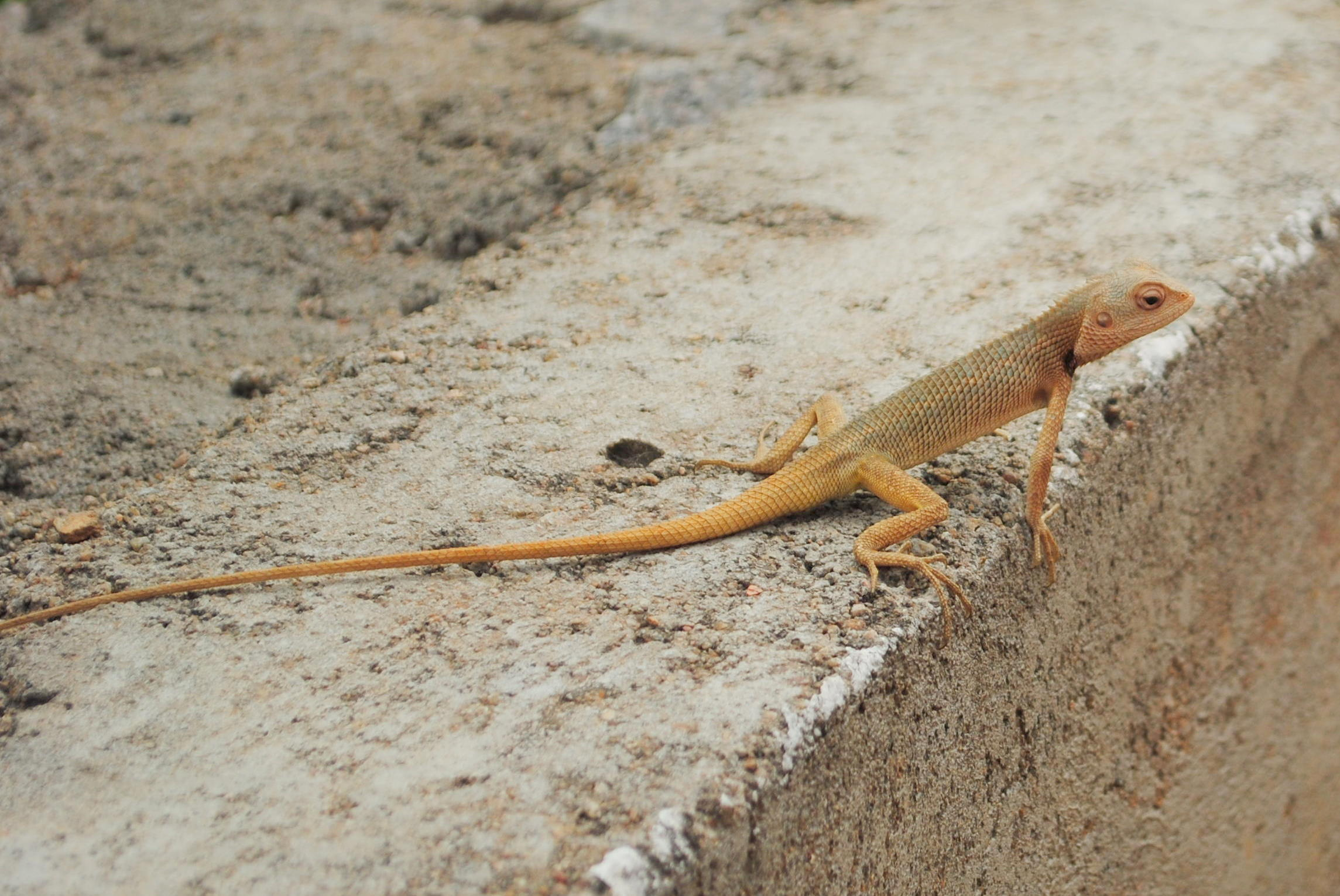
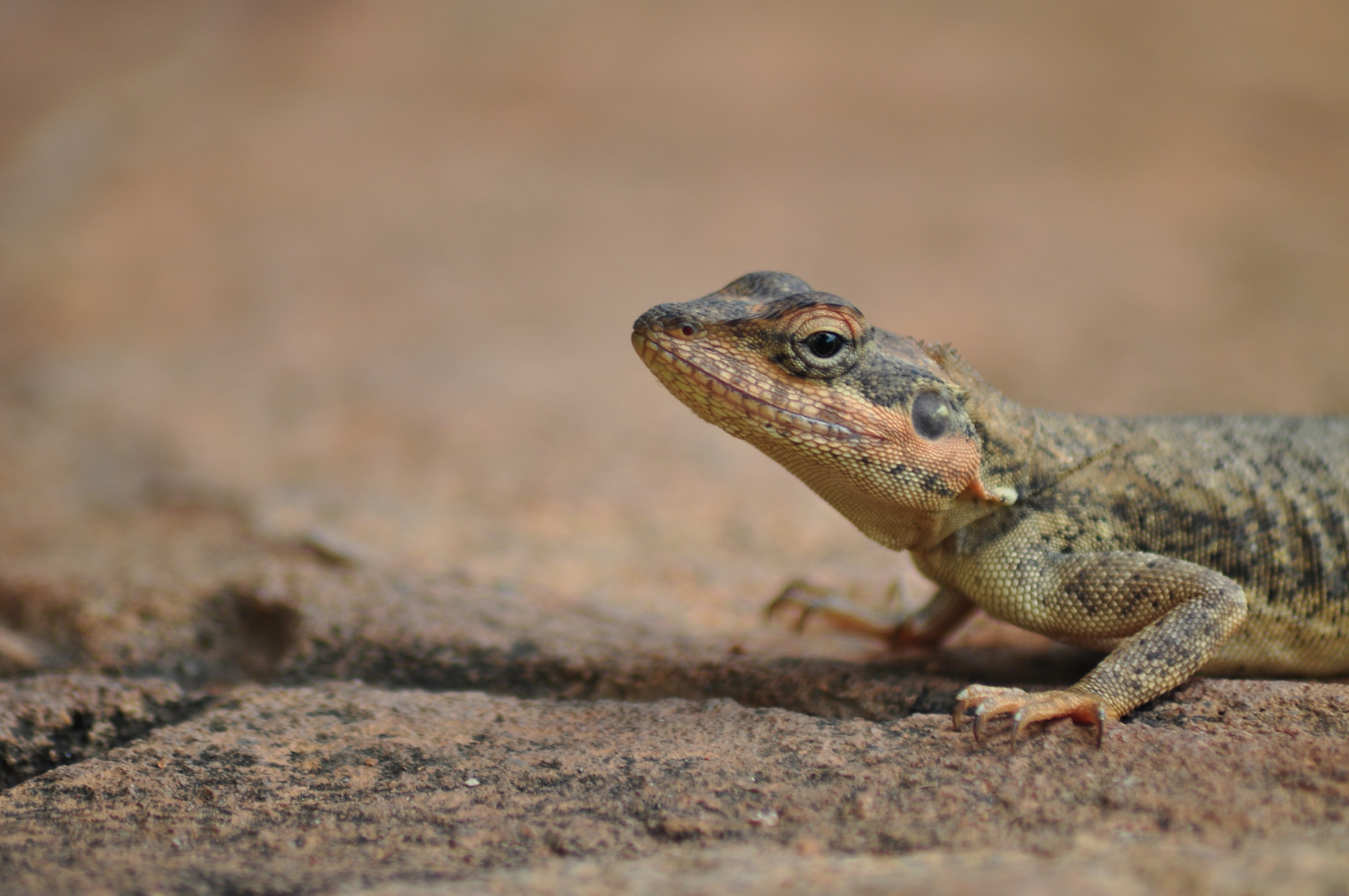

## الملاحظات
1. ↑  عضرفوط في الحقيقة هو اسم عام لجميع سحالي المسماة Agama إلى جانب اسمي أم حٌبين والحبينة.